# Усі пісні лише про кохання
«Усі пісні лише про кохання» (інша назва — «Пісні про кохання» фр. Les Chansons d'amour) — французький фільм-мюзикл французького режисера Крістофа Оноре 2007 року про любовні переживання молодого парижанина, про швидкоплинність життя. Усі пісні написані композитором Алексом Бопеном, який отримав за них французькі національну кінопремію «Сезар». Головну роль у фільмі виконав актор Луї Гаррель. Світова прем'єра фільму відбулася 18 травня 2007 року в рамках ювілейного 60-го Каннського міжнародного кінофестивалю, стрічка брала участь в основному конкурсі.

## Сюжет
Фільм складається з трьох частин: Відправлення, Відсутність та Повернення.
Молодий парижанин журналіст-початківець Ісмаель (Луї Гаррель) живе разом з блондинкою Жулі (Людівін Саньє). Щовечора до них приходить колега Ісмаеля по роботі в журналі Аліса (Клотильда Ем) і трійця вирушає в ліжко. Любовна ідилія ménage à trois руйнується, коли Жулі несподівано помирає. Аліса швидко закручує роман з бретонцем Гвендалем (Яннік Реньє), тоді як Ісмаель не може впоратися з трагедією, що сталася. Допомогти йому безуспішно намагається Жанна (К'яра Мастроянні), сестра загиблою Жулі. Випадкова зустріч з ліцеїстом-геєм Ерванном (Грегуар Лепренс-Ренге), братом Гвендаля, поступово повертає Ісмаеля до життя. У фіналі молоді люди знаходять один в одному тимчасовий порятунок у пристрасті від труднощів, але що буде потім…

«Кохай мене менше, але кохай мене довго!», — промовляє Ісмаель у фіналі фільму.

## У ролях
| • Луї Гаррель           | … | Ісмаель Бенульєль  |
| • Людівін Саньє         | … | Жулі Поммре        |
| • К'яра Мастроянні      | … | Жанна              |
| • Клотильда Ем          | … | Аліса              |
| • Грегуар Лепренс-Ренге | … | Ерванн             |
| • Яннік Реньє           | … | Гвендаль           |
| • Бріжит Роюан          | … | мати Жулі          |
| • Аліс Бюто             | … | Ясмін, сестра Жулі |
| • Жан-Марі Вінлін       | … | батько Жулі        |
| • Аннабелль Еттманн     | … | буфетниця          |

## Знімальна група
- Автор сценарію — Крістоф Оноре
- Режисер-постановник — Крістоф Оноре
- Продюсер — Паулу Бранку
- Оператор — Ремі Шеврен
- Композитор — Алекс Бопен
- Монтаж — Шанталь Іман
- Художник-постановник — Семюел Деор, Еммануєль К'юллері
- Художник по костюмах — П'єр Канітро
- Художник-декоратор — Себастьєн Перрой
- Підбір акторів — Рішар Руссо

## Саундтрек
Музику до фільму написав Алекс Бопен, який отримав премію «Сезар» за найкращу музику для фільму. Продюсером і аранжувальником музичних композицій є Фредерік Ло. Самого Бопена також можна побачити у фільмі, що виконує пісню «Brooklyn bridge».
| #     | Назва                 | Виконавці                                                                    | Тривалість |
| ----- | --------------------- | ---------------------------------------------------------------------------- | ---------- |
| 1.    | «De bonnes raisons»   | Луї Гаррель та Людівін Саньє                                                 | 1:57       |
| 2.    | «Inventaire»          | Людівін Саньє та Луї Гаррель                                                 | 2:20       |
| 3.    | «La Bastille»         | Людівін Саньє, Жан-Марі Вінлінь, Аліса Бюту, К'яра Мастроянні та Бріжит Руан | 3:23       |
| 4.    | «Je n'aime que toi»   | Людівін Саньє, Луї Гаррель та Клотильда Ем                                   | 2:40       |
| 5.    | «Brooklyn Bridge»     | Алекс Бопен                                                                  | 4:05       |
| 6.    | «Delta Charlie Delta» | Луї Гаррель                                                                  | 3:05       |
| 7.    | «Il faut se taire»    | Луї Гаррель та Клотильда Ем                                                  | 2:32       |
| 8.    | «As-tu déjà aimé ?»   | Грегуар Лепренс-Ренге та Луї Гаррель                                         | 2:21       |
| 9.    | «Les Yeux au ciel»    | Луї Гаррель                                                                  | 3:49       |
| 10.   | «La Distance»         | Грегуар Лепренс-Ренге та Луї Гаррель                                         | 1:47       |
| 11.   | «Ma mémoire sale»     | Луї Гаррель                                                                  | 4:18       |
| 12.   | «Au parc»             | К'яра Мастроянні                                                             | 2:15       |
| 13.   | «Si tard»             | Людівін Саньє                                                                | 3:07       |
| 14.   | «J'ai cru entendre»   | Луї Гаррель та Грегуар Лепренс-Ренге                                         | 2:54       |
| 40:33 |                       |                                                                              |            |

## Нагороди та номінації
| Список нагород та номінацій                          | Список нагород та номінацій | Список нагород та номінацій  | Список нагород та номінацій                             | Список нагород та номінацій | Список нагород та номінацій |
| Кінопремія                                           | Рік                         | Категорія                    | Номінант(и)                                             | Результат                   | Дж                          |
| ---------------------------------------------------- | --------------------------- | ---------------------------- | ------------------------------------------------------- | --------------------------- | --------------------------- |
| Каннський міжнародний кінофестиваль                  | 2007                        | Золота пальмова гілка        | Усі пісні лише про кохання                              | Номінація                   |                             |
| Кінофестиваль у Кабурі                               | 2007                        | Найкращий режиер             | Крістоф Оноре                                           | Перемога                    |                             |
| Премія «Люм'єр»                                      | 2008                        | Багатонадійна молода акторка | Клотильда Ем                                            | Номінація                   |                             |
| Премія «Сезар»                                       | 2008                        | Найкраща музика до фільму    | Алекс Бопен                                             | Перемога                    |                             |
| Премія «Сезар»                                       | 2008                        | Найперспективніший актор     | Грегуар Лепренс-Ренге                                   | Номінація                   |                             |
| Премія «Сезар»                                       | 2008                        | Найперспективніша акторка    | Клотильда Ем                                            | Номінація                   |                             |
| Премія «Сезар»                                       | 2008                        | Найкращий звук               | Гійом Ле Браз, Валері Делоф, Аньєс Реве та Тьєррі Делор | Номінація                   |                             |
| Премія Кришталевий глобус                            | 2008                        | Найкращий фільм              | Усі пісні лише про кохання                              | Номінація                   |                             |
| Премія Кришталевий глобус                            | 2008                        | Найкраща акторка             | Людівін Саньє                                           | Номінація                   |                             |
| Золота зірка кіно                                    | 2008                        | Найкращий композитор         | Алекс Бопен                                             | Перемога                    |                             |
| Туринський міжнародний гей-лесбійський кінофестиваль | 2008                        | Спеціальний приз журі        | Крістоф Оноре                                           | Перемога                    |                             |

## Відгуки критиків
¨The New York Times:
Трійця «дівчина-хлопець-дівчина», союз якої виявляється недовгим, є, мабуть, найпростішою емоційною конфігурацією в цьому дивному, дотепному і зворушливому фільмі.
Оригінальний текст (англ.)
The girl-boy-girl threesome, which turns out to be short-lived, is perhaps the most straightforward emotional configuration in this odd, witty, touching film.

Salon.com:
«Усі пісні лише про кохання» можна описати як суміш із задумливого паризького сентименталізму Франсуа Трюффо та їдкої полісексуальної комедії Педро Альмодовара, дух яких спочатку завжди був близький один одному (з урахуванням різниці в кліматі і природженому темпераменті Франції і Іспанії).
Оригінальний текст (англ.)
You could describe Love Songs, as a blend of François Truffaut's wistful Parisian sentimentalism and Pedro Almodóvar's acrid polysexual comedy, which were never far apart to begin with (given the difference in climate and native temperament between France and Spain).

The Village Voice:
Немає ніяких сумнівів у тому, що Оноре розбирається в кінематографі, але від першого до останнього кадру фільм залишається таким же крижаним, як мертве тіло передчасно померлої Жулі.
Оригінальний текст (англ.)
That Honoré knows a lot about movies is beyond question--but from first frame to last, Love Songs stays as icy to the touch as Julie's premature corpse..